# Windward Performance Perlan II
Die Windward Performance Perlan II ist ein zweisitziges antriebsloses Forschungsflugzeug mit Druckkabine, das von Greg Cole für das Perlan-Projekt entworfen und bei Windward Performance gebaut wurde.

## Geschichte
Die Perlan II ist die Nachfolgekonstruktion der aus einer Glaser-Dirks DG-505M abgeleiteten Perlan I. Das Flugzeug soll für die Höhenforschung Verwendung finden und den mit einer SR-71 1975 aufgestellten Höhenweltrekord von 85.069 ft (25.929 m) überbieten.
Anfangs unterstützte Steve Fossett das Projekt und flog mit der Perlan I gemeinsam mit dem Testpiloten Einar Enevoldson am 30. August 2006 in den Leewellen bei El Calafate in Argentinien mit 50.761 ft (15.472 m) einen Höhenrekord für Segelflugzeuge. Nach dem Tod Fossetts bei einem Flugzeugabsturz ein Jahr später stand die Finanzierung des Baus des Nachfolgeseglers Perlan II in Frage. Es wurde versucht, das bis dahin zusammengetragene Budget von 2,8 Mio. US-Dollar, das auch eine Spende Dennis Titos beinhaltete, durch Crowdfunding zu sichern. Schließlich konnte im August 2014 Airbus als Projektpartner gewonnen werden.

## Konstruktion

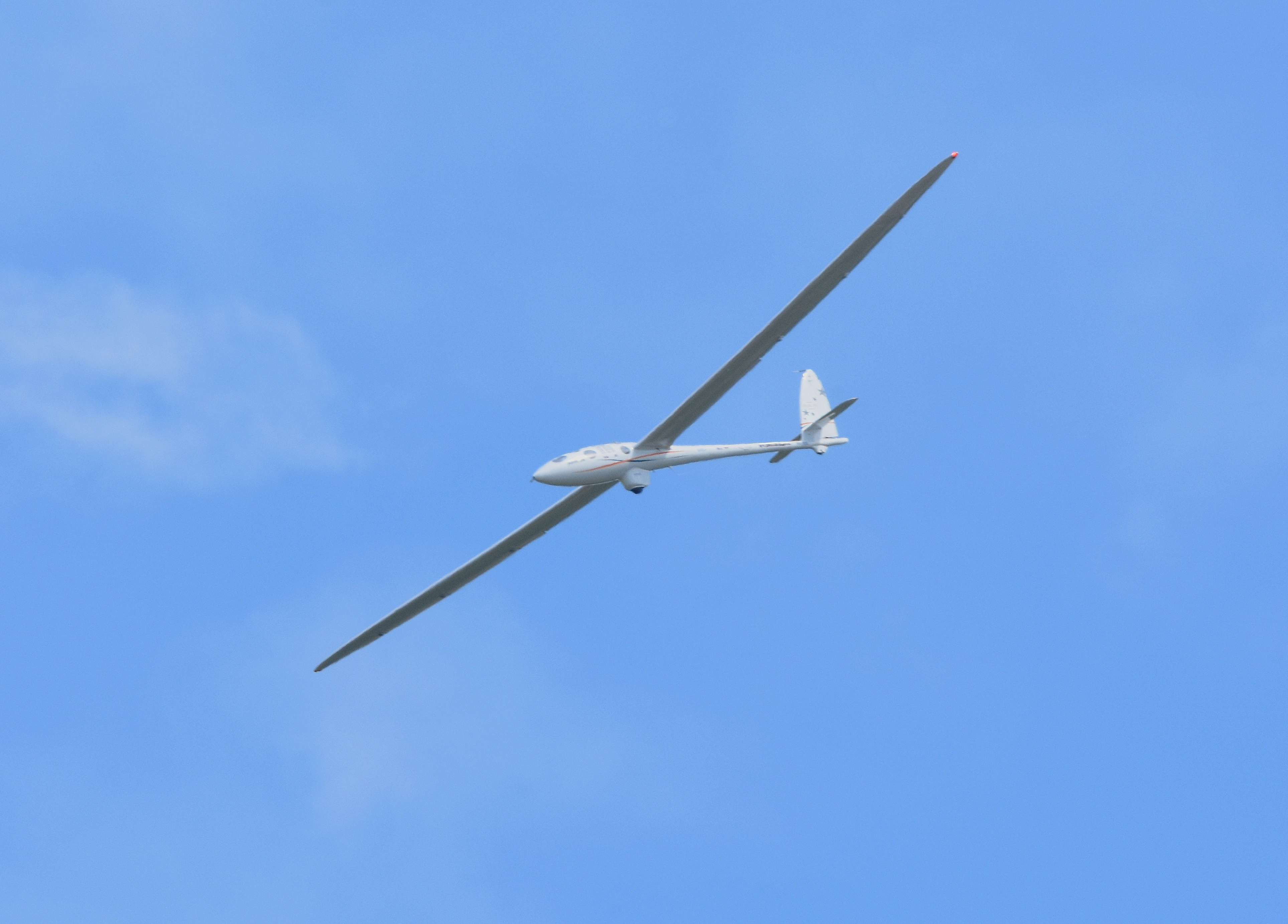
Perlan II in Oshkosh 2022

Der in Faserverbundbauweise gefertigte Mitteldecker hat einen Tragflügel hoher Streckung mit überelliptischem Grundriss, ein starres Fahrwerk und ein Normalleitwerk. Trotz der Ausbildung des Cockpits als Druckkabine mit zwei Ausstiegsluken an der Oberseite trägt die Besatzung aus Sicherheitsgründen Druckanzüge. Ein Bremsschirm am Heck soll Notabstiege aus großer Höhe ermöglichen.

## Nutzung
Im Zuge der mit dem Erstflug am 23. September 2015 am Flughafen Redmond begonnenen Flugerprobung wurden Anfang 2016 bei Flugeigenschaftstests Überziehversuche durchgeführt.
Ursprünglich war der Erstflug Anfang 2013 mit anschließenden Höhenflügen in der Welle der Sierra Nevada vorgesehen. Der erste Wellenflug bis in 16.800 ft (5.121 m) Höhe erfolgte schließlich am 21. März 2016, am 22. April 2017 wurden während eines mehr als dreistündigen Fluges 30.960 ft (9.437 m) erreicht.
Am 3. September 2017 gelang Jim Payne und Morgan Sandercock mit einem Flug auf 52.172 ft (15.902 m) über El Calafate in den Anden ein neuer Höhenweltrekord im Segelflug. Seit August 2018 wird in El Calafate eine Grob G 520 Egrett als Schleppflugzeug genutzt, am 17. August 2018 gelang ein 45-minütiger Schleppflug auf über 13.400 m Höhe und am 12. September 2018 ein Schlepp in 62 Minuten bis auf Flugfläche (FL) 451.
Jim Payne und Tim Gardner übertrafen am 2. September 2018 in den Wellenaufwinden über Argentinien mit einer Höhe von über 23.200 m (76.124 ft Druckhöhe, 74.295 ft GPS-Höhe) den Höhenrekord des Aufklärungsflugzeugs U-2 vom 17. April 1989.
In der vierten Wellenflugsaison in Argentinien gelang am 17. September 2019 beim 65. Perlan-II-Flug mit 65.000 ft (ca. 19.810 m) Höhe der dritthöchste Segelflug überhaupt.
|    |           | Datum              | Besatzung          | Flughöhe |
| -- | --------- | ------------------ | ------------------ | -------- |
| 1  | Perlan II | 2. September 2018  | Payne/Gardner      | FL 760   |
| 2  | Perlan II | 28. August 2018    |                    | FL 656   |
| 3  | Perlan II | 17. September 2019 | Payne/Sandercock   | FL 650   |
| 4  | Perlan II | 12. September 2018 |                    | FL 629   |
| 5  | Perlan II | 26. August 2018    |                    | FL 620   |
| 6  | Perlan II | 31. August 2019    |                    | FL 563   |
| 7  | Perlan II | 3. September 2017  | Payne/Sandercock   | FL 540   |
| 8  | Perlan I  | 28. August 2006    | Fossett/Enevoldson | FL 507   |
| 9  | Perlan II | 11. September 2019 |                    | FL 506   |
| 10 | Perlan II | 14. September 2019 |                    | FL 492   |

## Technische Daten
| Kenngröße               | Daten             |
| ----------------------- | ----------------- |
| Besatzung               | 2                 |
| Länge                   | 10,16 m           |
| Spannweite              | 25,55 m           |
| Höhe                    | 2,21 m            |
| Flügelfläche            | 24,40 m²          |
| Flügelstreckung         | 27,1              |
| Gleitzahl               | 43                |
| Geringstes Sinken       |                   |
| Leermasse               | 1.265 lb (574 kg) |
| max. Startmasse         | 1.800 lb (816 kg) |
| Flächenbelastung        |                   |
| max. erreichte Flughöhe | 23.200 m          |
| Höchstgeschwindigkeit   | 698 km/h          |